# Jawad Ouaddouch
Jawad Ouaddouch (arab. جواد وادوش, ur. 4 października 1981) – marokański piłkarz, grający jako napastnik. Reprezentant kraju.

## Kariera klubowa

### FAR Rabat
Zaczynał karierę w FAR Rabat. W sezonie 2010/2011 zagrał 9 meczów i zdobył 5 bramek.

### Emirates Club
1 sierpnia 2011 roku przeniósł się do Emirates Club za kwotę 850 tysięcy euro.

### Wydad Fès
1 sierpnia lub 1 września 2012 roku podpisał kontrakt z Wydad Fès. W tym zespole zadebiutował 23 września 2012 roku w meczu przeciwko KAC Kénitra (1:1). Na boisku pojawił się w 90. minucie za Alhassane Issoufou. Pierwszą bramkę strzelił 19 października 2012 roku w meczu przeciwko Olympic Safi (porażka 3:1). Do siatki trafił w 26. minucie. W sumie rozegrał 7 spotkań i raz trafił do siatki.

### JS de Kasba Tadla
15 sierpnia 2014 roku dołączył do JS de Kasba Tadla po roku bycia bez klubu. W sezonie 2016/2017 zagrał 4 mecze w GNF 1 w barwach tego zespołu.

## Kariera reprezentacyjna
Jawad Ouaddouch w marokańskiej reprezentacji zadebiutował 15 listopada 2006 roku w meczu przeciwko reprezentacji Gabonu (wygrana 6:0). W debiucie strzelił gola – do siatki trafił w 61. minucie. Łącznie zagrał 3 mecze i strzelił jedną bramkę.